# Serra alternativa
La serra alternativa o serra d'arc és una màquina que es caracteritza pel moviment alternatiu de la fulla de serra en el tall. Aquest tall és unidireccional i d'únic sentit per tant no talla durant el seu retorn.

En general totes les serres alternatives o d'arc segueixen la mateixa configuració, distingint:

- La taula i la base: part estacionaria durant el tall i que permet suportar la peça durant aquesta acció.
- Arc: permet el moviment de la fulla de serra.

En aquest tipus de serra s'utilitzen tant accionaments mecànics com hidràulics.

Disposa d'una gran varietat de dimensions i models, des de la màquina simple de subjecció manual per a un sol tall fins a màquines totalment automàtiques. Aquest tipus de màquines són les més utilitzades dins dels diferents tipus de serres mecàniques.